# Mohamed Habib Attia
Mohamed Habib Attia es un productor de cine tunecino. Es mejor conocido como productor de las películas Falastine Stereo, It Was Better Tomorrow y Le Challat de Tunis.

## Biografía
Attia nació en 1983 en Tunis, Túnez.

## Carrera profesional
En 2009, coprodujo Laila's Birthday, producción internacional con Palestina y Holanda. Fue dirigida por Rashid Masharawi. En 2011, produjo No More Fear, selección oficial del Festival de Cine de Cannes, Busan, Taormina, Sheffield y Dubái. En 2012, su película It Was Better Tomorrow, dirigida por Hinde Boujemaa, se estrenó en la selección oficial del Festival de Cine de Venecia y ganó el premio al Mejor Director Árabe en el Festival Internacional de Cine de Dubái. En 2013, produjo la película Falastine Stereo de Rashid Masharawi, seleccionada en los festivales de cine de Toronto, Dubái y Chicago.
En 2016, se unió al equipo de Zaineb n'aime Pas la Neigh dirigida por Kaouther Ben Hania. La película tuvo se estrenó en el Festival de Cine de Locarno, y ganó el premio Tanit d'or en las Jornadas Cinematográficas de Carthage, así como el premio al Mejor Documental en Cinemed Montpellier. En 2014, su producción Le Challaat de Tunis abrió la sección ACID en el festival de Cannes y ganó el premio a Mejor ópera prima en el Festival de Namur, a Mejor Director y Mejor Película en Beirut. La película fue seleccionada oficialmente en los festivales de cine de Dubái, San Sebastián y Busan y distribuida en más de 15 países.
En 2017 colaboró en otra coproducción internacional, Beauty and the Dogs. La película se proyectó en la sección Un Certain Regard del Festival de Cine de Cannes 2017. Fue seleccionada como la entrada tunecina a la Mejor Película en Lengua Extranjera en la 91.ª edición de los Premios de la Academia, pero no fue nominada. Posteriormente obtuvo el Premio a la mejor creación sonora y ganó el premio a la mejor película del Jurado de Estudiantes en el Festival de Cine Francófono de Angulema.
Es director general de la productora cinematográfica 'Cinétéléfilms' desde 2007. En el 2018, produjo We Could Be Heroes dirigida por Hind Bensari. Ganó el gran premio en el Festival Internacional de Documentales Canadienses Hot Docs.

## Filmografía
| Año  | Título                           | Rol                 | Tipo         | Ref.         |
| ---- | -------------------------------- | ------------------- | ------------ | ------------ |
| 2008 | The Carthage Castaways           | Productor           | Película     |              |
| 2008 | A Season Between Heaven and Hell | Productor           | Cortometraje |              |
| 2008 | The Wedding Song                 | Productor ejecutivo | Película     |              |
| 2009 | Laila's Birthday                 | Productor           | Película     | [ 6 ]        |
| 2010 | Sideways                         | Productor           | Cortometraje |              |
| 2011 | No More Fear                     | Productor           | Documental   | [ 5 ]        |
| 2011 | Viva Carthago                    | Productor           | Película     |              |
| 2012 | Cursed Be the Phosphate          | Productor           | Documental   |              |
| 2012 | It Was Better Tomorrow           | Productor           | Documental   | [ 7 ]        |
| 2013 | Democracy: Year Zero             | Productor           | Documental   |              |
| 2013 | Falastine Stereo                 | Productor           | Película     |              |
| 2013 | Le Challat de Tunis              | Productor           | Documental   | [ 8 ]        |
| 2014 | Bobby                            | Productor           | Cortometraje |              |
| 2016 | Zaineb Hates the Snow            | Productor           | Documental   |              |
| 2016 | We Are Just Fine Like This       | Productor           | Cortometraje |              |
| 2016 | Avant Première                   | Productor           | Cortometraje |              |
| 2017 | 35 MM                            | Productor           | Cortometraje |              |
| 2017 | Beauty and the Dogs              | Productor           | Película     | [ 10 ] [ 9 ] |
| 2017 | Writing on Snow                  | Productor           | Película     |              |
| 2018 | We Could Be Heroes               | Productor           | Película     |              |
| 2018 | Leila's Blues                    | Productor           | Cortometraje |              |
| 2018 | Brotherhood                      | Productor           | Cortometraje |              |
| 2018 | Sheikh's Watermelons             | Productor           | Cortometraje |              |
| 2019 | A Son                            | Productor           | Película     |              |
| 2019 | Fataria, Arab Summit             | Productor           | Película     |              |
| 2020 | The Man Who Sold His Skin        | Productor ejecutivo | Película     |              |